# Клан Хоџо (Камакура)
Клан Хоџо (јап. 北条氏), јапанска аристократска породица која се уздигла у периоду Камакура (1185-1333) и фактички управљала Јапаном у име шогуна, носећи наследну титулу шогунових намесника (шикен). Незадовољство њиховом тиранијом довело је до краткотрајне рестаурације царске власти током Кенмо обнове (1333-1336).

## Историја
Након смрти Минамото Јоритома, првог шогуна у историји Јапана (владао 1192-1199), његови слаби наследници пали су под утицај својих намесника или регената (шикен) из породице Хоџо из Камакуре, који су након изумирања династије Минамото (1219) преузели стварну власт у држави у име марионетских шогуна именованих из царске породице.

### Истакнути чланови
- Хоџо Јасутоки (1183-1242), трећи регент из породице Хоџо, савладао је побуну цара Го Тоба у трећој бици код Уџија (1221).
- Хоџо Токимуне (1251-1284), регент у време неуспелих монголских инвазија Јапана, умро је убрзо после своје победе.
- Хоџо Такатоки (1303-1333), девети и последњи од регената Хоџо, супротставио се покушајима цара Го Даиго-а да поново успостави царску власт током Генко рата (1331-1333), али је побеђен од царског војсковође Нита Јошисаде у опсади Камакуре (1333). Приликом пада Камакуре извршио је самоубиство са већином чланова своје породице.[1]